# 塩谷忠男
塩谷 忠男（しおたに ただお、1917年9月17日 - 2017年9月23日）は、日本の経営者。太陽神戸銀行頭取を務めた。

## 来歴・人物
石川県松任市出身。1939年に高文行政科に合格し、1941年に東京商科大学を卒業し、同年に大蔵省に入省。東海財務局長、大臣官房財務調査官、日本銀行政策委員会代表委員などを歴任。1966年11月に日本相互銀行常務に就任し、1968年12月に普通銀行に転換した太陽銀行（のちの太陽神戸銀行）常務に就任し、1972年11月に取締役に就任し、常務、専務、副頭取を経て、1978年12月に頭取に就任。1983年6月に会長に就任し、1987年6月に取締役相談役を経て、1991年6月にさくら銀行相談役に就任し、1997年10月には名誉顧問に就任。
1987年11月に勲二等旭日重光章を受章。
2017年9月23日老衰で死去。100歳没。